# Khâemhat
Pour les articles homonymes, voir Mahou.

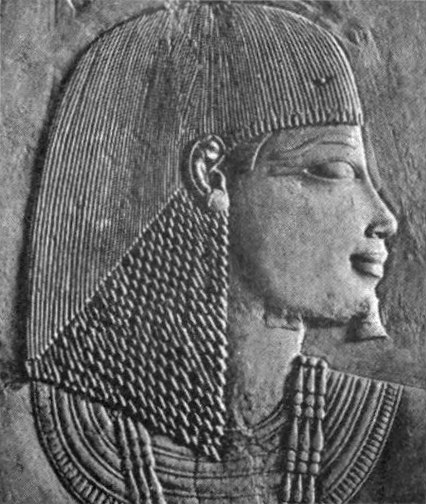
Khâemhat, sur un bas-relief (v. 1400 avant notre ère)

Khâemhat, dit Mahou est, sous le règne d'Amenhotep III, scribe royal et super-intendant des greniers royaux,.
Sa tombe est la TT57 située dans la vallée des Nobles à Cheikh Abd el-Gournah.